# لویی آنتوان دو بوگنویل
لویی آنتوان دو بوگَنویل (فرانسوی: Louis Antoine de Bougainville‎) زاده ۱۲ نوامبر ۱۷۲۹ –درگذشته ۳۱ اوت ۱۸۱۱)
کاوشگر و دریابد اهل فرانسه بود. وی هم عصر کاوشگر بریتانیایی، جیمز کوک بود و در طی جنگ هفت‌ساله در شمال آمریکا و
جنگ استقلال آمریکا بر علیه نیروهای بریتانیایی جنگید.
بوگنویل بعداً به خاطر سفرهای کاوشی خود، از جمله  سفر به دور کره زمین در یک کاوشگری علمی در سال ۱۷۶۳، اولین استقرار ثبت شده در جزایر فالکلند، و سفرهای دریایی به اقیانوس آرام، به شهرت رسید. جزیره بوگنویل در پاپوآ گینه نو و همچنین گل  بوگینویلیا به نام او نامگذاری شده است.

## زندگی

### حرفه‌های اولیه
بوگنویل که فرزند پیر-ایو دو بوگنویل (۱۶۸۸ الی ۱۷۵۶)، یک دفترخانه دار (اسناد رسمی) بود، در ۱۲ نوامبر ۱۷۲۹ (۲۱ آبان ۱۱۰۸ خورشیدی) در پاریس، پایتخت پادشاهی فرانسه به دنیا آمد. وی در اوایل زندگی، در رشته حقوق تحصیل کرد، اما به زودی این حرفه را رها نمود.
در سال ۱۷۵۳ در وارد ارتش فرانسه شده و به سپاه تفنگداران گارد پیوست. در سن بیست و پنج سالگی رساله ای در مورد حساب انتگرال، به عنوان مکملی برای رساله Des infiniment petits نوشته گیوم لوپیتال منتشر نمود.
در سال ۱۷۵۵ او به عنوان منشی سفارت فرانسه در لندن به انگلستان فرستاده شد و در آنجا به عضویت انجمن سلطنتی درآمد.

### جنگ هفت ساله (جنگ فرانسویان و سرخپوستان)
بوگنویل در سال ۱۷۵۶ با درجه سروان پیاده‌نظام سواره دراگون و افسر دستیار مارکی لوئی-ژوزف دو مونتکالم به کانادا اعزام شد. او در تصرف دژ ازویگو در سال ۱۷۵۶ و نبرد دژ ویلیام هنری در سال ۱۷۵۷ فعالانه شرکت داشت. وی در سال ۱۷۵۸ در طی دفاعی پیروزمندانه از دژ کاریون مجروح شد.. بوگنویل در زمستان بعدی به دستور مارکی برای به دست آوردن منابع نظامی بیشتر برای مستعمره به فرانسه بازگشت. در طول این سفر، او به آموختن راه‌های دریا پرداخت، مهارت‌هایی که بعدها به خوبی به کارش آمدند.بوگنویل پس با حضور در جنگ علیه بریتانیا خود را متمایز و برجسته نمود، وی به سرهنگی ارتقا یافته و مفتخر به کسب نشان سنت لوئی گردید. وقتی سال بعد به کانادا بازگشت، موفق به کسب منابع محدودی شده بود. مقامات دولتی تصمیم گرفته بودند تا «وقتی خانه آتش گرفته، نگران اصطبل نباشد» (کنایه از تحدید سرزمین اصلی فرانسه در جنگ‌های هفت ساله است).
در طی سال تعیین‌کننده ۱۷۵۹، بوگنویل در دفاع از استجکامات کِبِک، پایتخت فرانسه جدید شرکت نمود. او با نیروی کوچک ولی نخبه تحت فرمانش، که در میان آنها سربازان نارنجک‌انداز و سواران داوطلب بودند، در ساحل شمالی رودخانه سن‌لوران، در بالادست شهر، به گشت زنی پرداخت. او چندین بار مانع از ورود انگلیسی‌ها به ساحل رودخانه و قطع ارتباط با مونترال شد. با این حال، او زمان کافی برای جمع‌آوری نیروهایش و حمله به عقبه سپاه بریتانیا را نداشت، زمانی که آنها با موفقیت از دشت‌های آبراهام بالا رفته و در ۱۳ سپتامبر به کبک حمله‌ور شدند.
پس از تلاش سرهنگ ناکام برای کمک رسانی مجدد به شهر محاصره شده، و در پی مرگ مرگ مارکی دو مونتکالم و سقوط کبک در ۱۸ سپتامبر، بوگنویل به دستور فرمانده جدیدش، شوالیه دو لِوئیس، به جبهه غربی اعزام شد. او تلاش کرد تا حمله سه جانبه علیه مونترال را از سنگرهای خود در جزیره ایل او نوآ Île-aux-Noix متوقف نماید. او از جمله افسرانی بود که شوالیه دو لویس را در جزیره سنت هلن در نزدیکی مونترال برای حفظ آخرین موضع فرانسویان در آمریکای شمالی قبل از تسلیم عمومی در سپتامبر ۱۷۶۰ همراهی کردند. بوگنویل در مورد این جنگ در یادداشت‌های روزانه خود نوشت: «این جنگی نفرت‌انگیز است. بسیار هوایی که ما تنفس می‌کنیم، مسری است از بی‌احساسی و سختی».
بوگنویل که همراه با دیگر افسران فرانسوی که همگی از افتخارات نظامی توسط فاتحان جنگ محروم شده بودند به اروپا بازگردانده شد و با شرایط تسلیم از انجام هرگونه وظیفه فعال بیشتری در برابر بریتانیا منع شد. وی سال‌های باقی مانده از جنگ هفت ساله (۱۷۶۱ تا ۱۷۶۳) را به عنوان یک دیپلمات گذراند و به مذاکره در مورد معاهده پاریس کمک کرد. تحت در طی معاهده فرانسه بیشتر فرانسه جدید در شرق رودخانه می‌سی‌سی‌پی را به امپراتوری بریتانیا واگذار نمود.

### اولینپیراناوبریفرانسوی

نقشه سفر با نام‌های فرانسوی که در آن زمان نامیده می‌شدند

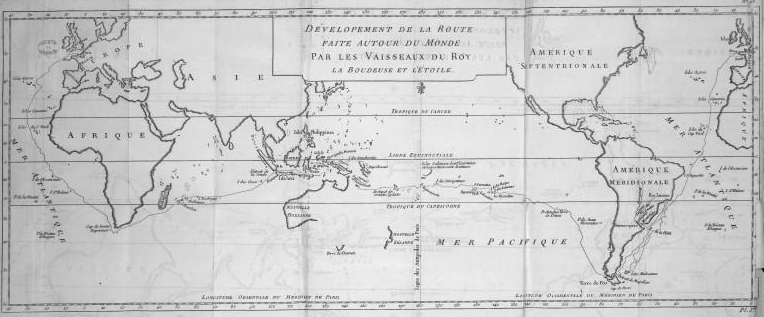
Voyage autour du monde, Paris, 1772

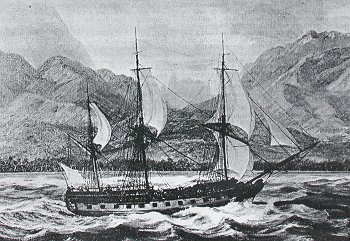
ناوچه بودووزتحت فرماندهی لویی آنتوان دو بوگنویل

#### اسکان ایل مالیویناجزایر فالکلند
پس از صلح، فرانسوی‌ها تصمیم گرفتند که ایل مالوینا(فرانسوی: Îles Malouines‎) یا همان جزایر فالکلند را به مستعمره خود تبدیل نمایند. در آن زمان این جزایر تقریباً ناشناخته بودند. در آن زمان این جزایر تقریباً ناشناخته بودند. بوگنویل با هزینه خود وظیفه اسکان آکادیانی‌ها (فرانسوی تبارهایی که به مستعمره آکادی در فرانسه نو مهاجرت نموده بودند) را که به دلیل امتناع از ادای سوگندهای وفاداری، توسط بریتانیایی‌ها به فرانسه تبعید شده بودند را بر عهده گرفت.
در ۱۵ سپتامبر ۱۷۶۳، بوگنویل با ناوچه لِگل (فرانسوی: L'Aigle‎) (عقاب)، تحت هدایت ناخدا نیکولا-پیر دولکوگویو و کشتی اسلوپ لُوس فانز (فرانسوی: Le Sphinz‎) (ابولهول)، تحت هدایت ناخدا فرانسوا-شنارد دو لاژی رُوده از فرانسه شروع به حرکت نمود.در این سفر طبیعت‌شناس و نویسنده «آنتوان ژورف پرنیتی» Antoine-Joseph Pernety که به (دوم پرنیتی) مشهور بود، کشیش و وقایع نگار سفر کاوشگری و مهندس و جغرافیدان «لوهیلیر دو لارسر» Lhuillier de la Serre، کاوشگران را همراهی می‌نمودند.
کاوشگران در اواخر ژانویه ۱۷۶۴ به خلیج فرانسوی (که بعداً برکلی ساوند تغییر نام داد) وارد شدند. آنها سپس به مکانی که امروزه پورت لویی قرار دارد وارد شده و آن را به نام پادشاه فرانسه لوئی پانزدهم نامگذاری نمودند. مراسم رسمی در اختیار گرفتن مالکیت جزایر در ۵ آوریل ۱۷۶۴ برگزار شد و پس از آن بوگنویل و پرنیتی به فرانسه بازگشتند. لویی پانزدهم در ۱۲ سپتامبر ۱۷۶۴ (۲۲ شهریور ۱۱۴۳ خورشیدی) به‌طور رسمی مالکیت جزایر را تصویب نمود.
اگرچه این مستعمره فرانسوی جمعیتی بیش از ۱۵۰ نفر نداشت، اما به دلیل انگیزه‌های مالی (بوگنویل هزینه سفرها را شخصاً پرداخت کرده بود) و دلایل سیاسی (اسپانیا از این واهمه داشت که فالکلند به پایگاهی برای حمله به طلای پروی آن دولت تبدیل شود)، دولت فرانسه به بوگنویل دستور داده تا این مستعمره را برچیده و آن را به اسپانیایی‌ها بفروشد.بوگنویل ۲۰۰٬۰۰۰ فرانک در پاریس و ۵۰۰٬۰۰۰ فرانک دیگر در بوئنوس آیرس دریافت نمود. اسپانیا موافقت کرد که مستعمره پورت لوئی را حفظ نموده و به این ترتیب از ادعای مالکیت بریتانیا بر جزایر جلوگیری نمود. اسپانیا قبل از استقرار فرانسویان در ارتباط با این مستعمره ادعای مالکیت داشت. در ۳۱ ژانویه ۱۷۶۷ در ریو دلا پلاتا، بوگنویل با دون فیلیپ روئیز پوئنته، فرمانده ناوچه لا اسمرالدا و لا لیبر ("خرگوش") و فرماندار آینده ایلاس مالویناس ملاقاتی داشت تا مالکیت مستعمره را منتقل کرده و ساکنین فرانسوی را تخلیه نماید.
به نوشته بوگنویل:
قبل از سال ۱۷۶۶ نبود، که انگلیسی‌ها مستعمره نشینانی را فرستادند تا در پورت د لا کرویزاد مستقر شوند که آن را پورت اگمونت نامیده بودند. و در اوایل دسامبر همان سال ناخدا (کاپیتان) مک براید، با ناوچه جیسون، به مستعمره ما آمده و تظاهر می‌نمود که این اراضی متعلق به اعلیحضرت بریتانیایی‌اش است، تهدید کرد که اگر تخلیه نشوند به زور متوسل خواهد شد، وی فرماندار را ملاقات کرد و همان روز با کشتی اش مراجعت نمود.
- Port St. Louis as established by Bougainville (Dom Pernety, 1769).
- Port St. Louis (Federico Lacroix, 1841).Port St. Louis (Federico Lacroix, 1841).
- Port St. Louis (Dom Pernety, 1769).

#### پیراناوبری(سفر به دور کره زمین)
در سال ۱۷۶۶ بوگنویل از پادشاه فرانسه لویی پانزدهم اجازه سفر به دور کره زمین را دریافت نمود. او چهاردهمین دریانورد و اولین فرانسوی بود که به دور دنیا سفر کرد (اگرچه برخی معتقدند که ریچارد نورماندی که در طول سفر فردیناند ماژلان به دور دنیا در خدمت او بود، اولین فرانسوی بود که این کار را انجام داد) انجام این مأموریت اعتبار فرانسه را پس از شکست‌هایش در طول جنگ هفت ساله بهبود بخشید. این اولین سفر کاوشگری به دور دنیا بود که طبیعت‌شناسان و جغرافی‌دانان حرفه‌ای دریانوردان را همراهی می‌نمودند.